# Mannophryne vulcano
Espèce
Mannophryne vulcano est une espèce d'amphibiens de la famille des Aromobatidae.

## Répartition
Cette espèce est endémique de l'État de Miranda au Venezuela. Elle se rencontre à Baruta vers 1 060 m d'altitude sur le Cerro El Volcán dans la cordillère de la Costa.

## Publication originale
- Barrio-Amorós, Santos & Molina, 2010 : An addition to the diversity of dendrobatid frogs in Venezuela: description of three new collared frogs (Anura: Dendrobatidae: Mannophryne). Phyllomedusa, vol. 9, no 1, p. 3-35 (texte intégral).